# Teresa od Jezusa Jornet e Ibars
Teresa od Jezusa Jornet e Ibars (ur. 9 stycznia 1843 w Aitonie, zm. 26 sierpnia 1897 w Llírii) – hiszpańska święta Kościoła katolickiego.

## Życiorys
Jej ojciec był rolnikiem. Po ukończeniu kursów nauczycielskich podjęła pracę w szkole w Argensoli. W 1868 roku wstąpiła do zakonu klarysek w Briviesca w prowincji Burgos, jednak z powodu złego stanu zdrowia nie złożyła profesji. Pod wpływem wuja, błogosławionego Franciszka Palau, została karmelitańską tercjarką.
W 1872 r. przy pomocy księdza Saturnino Lópeza i kilku ochotniczek, wśród których była jej siostra Maria, założyła w Barbastro przytułek dla osób starszych, chorych i potrzebujących opieki. Jednocześnie powołany został do życia instytut Małych Sióstr Opuszczonych Starców (Institutum Parvarum Sororum Senum Derelictorum), którego została przełożoną. W styczniu 1873 roku siostry oficjalnie przywdziały habity, a wspólnota przeniosła się do Walencji, gdzie powstał dom starców. Liczba placówek szybko wzrastała. Od 1885 r. siostry rozszerzyły działalność najpierw na Kubę, a później na inne kraje Ameryki Południowej; w 1887 r. zakon prowadził 58 domów opieki. W 1897 r. Teresa zachorowała i zmarła w wieku 54 lat.
Została beatyfikowana w 1958 roku przez Piusa XII, a kanonizowana w 1975 roku przez Pawła VI. Jej wspomnienie liturgiczne jest obchodzone w rocznicę jej śmierci 26 sierpnia.